# TYC 8998-760-1
TYC 8998-760-1 este o stea tânără, care are o vechime de aproximativ 17 milioane de ani, situată la 310 ani-lumină depărtare, în constelația Musca, și cu o masă de 1,00 ± 0,02 din cea a Soarelui.  Cu o magnitudine aparentă de 11,12 este mult prea slabă pentru a fi vizibilă cu ochiul liber. În jurul ei au fost observate direct două exoplanete.

## Sistem planetar
Există două exoplanete gigantice care orbitează steaua. Very Large Telescope al Observatorului Sudic European a fotografiat cele două planete folosind instrumentul său SPHERE și producând prima imagine directă a mai multor planete care orbitează o stea asemănătoare Soarelui.
TYC 8998-760-1 b are o masă de 14 de ori mai mare decât cea a lui Jupiter și o rază de 3 ori mai mare decât a lui Jupiter. Orbitează la o distanță de 162 AU 
(2,42×1010 km) sau puțin mai mult decât de 5 ori distanța Neptun-Soare. În iulie 2021, astronomii au raportat detectarea, pentru prima dată, a unui izotop în atmosfera unei exoplanete; mai precis, izotopul Carbon-13 (C13) a fost găsit în atmosfera exoplanetei gigantei gazoase numită TYC 8998-760-1 b.
TYC 8998-760-1 c are o masă de 6 ori mai mare decât cea a lui Jupiter și orbitează la 320 AU (4,8×1010 km), sau puțin mai mult decât de 11 ori distanța Neptun-Soare.